# St. Ägidius (Kortsch)

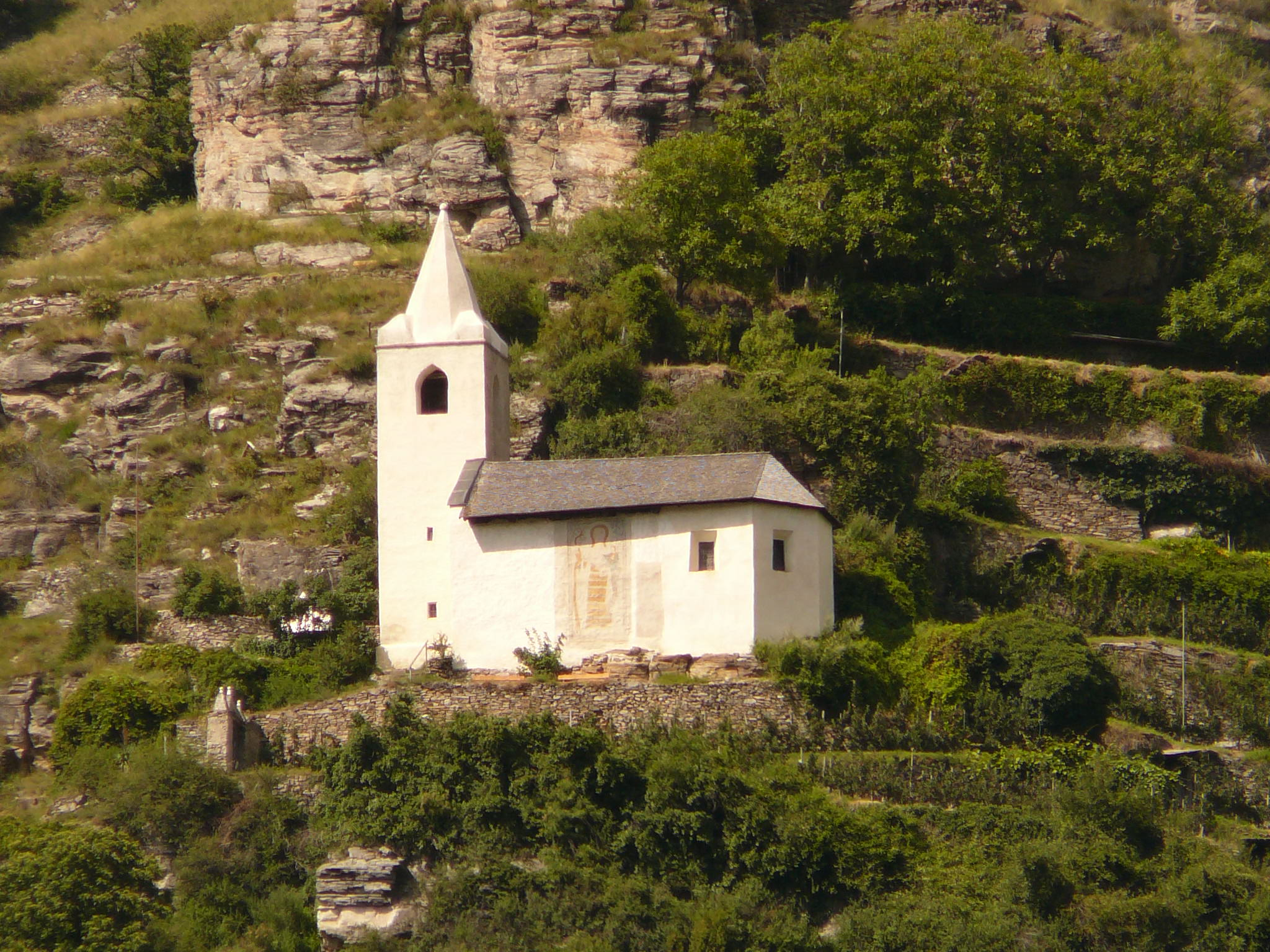
St. Ägidius von Süden

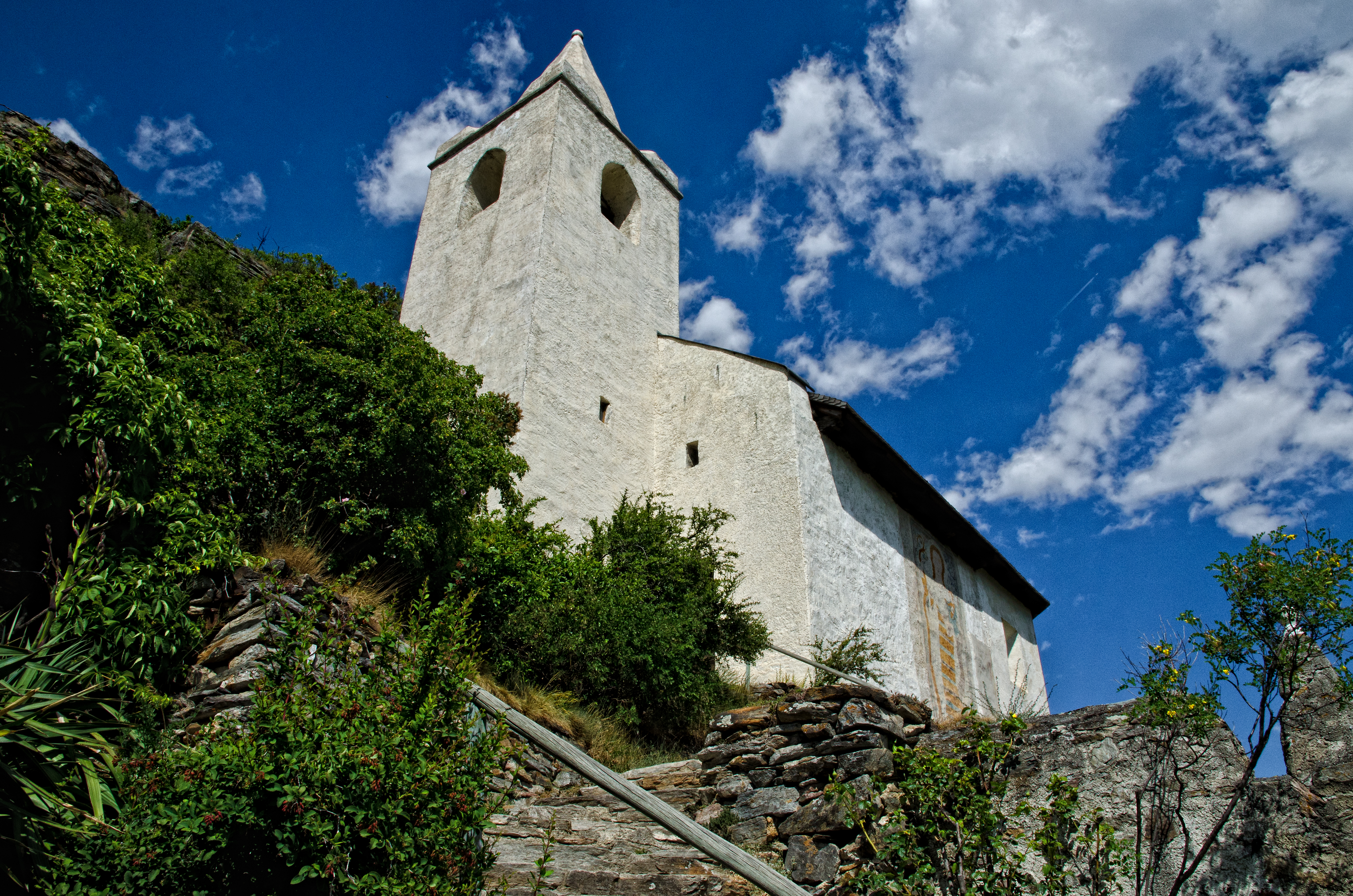
Ansicht der Kirche von Südwesten

St. Ägidius ist eine römisch-katholische Kirche oberhalb des Dorfs Kortsch in der Gemeinde Schlanders in Südtirol. Durch ihre exponierte Lage am Hang des Sonnenberges und ihre weiß gekalkte Fassade ist sie eine weit sichtbare Landmarke im Vinschgau.

## Geschichte
Von einer ersten romanischen Kirche haben sich Reste im Langhaus des heutigen Gebäudes erhalten. Diese Kirche war zunächst dem hl. Vigilius geweiht, erst später erfolgte die Umwidmung auf den hl. Ägidius.
Im 14. Jahrhundert wurde die Kirche nach Westen erweitert. Dabei wurde auch der markante Turm mit steinernem Helm errichtet. Die spätgotische Apsis, die in einem Fünfachtelschluss mündet, wurde um 1500 erbaut. Ende des 16. Jahrhunderts wurde im Kirchenschiff ein Kreuzgratgewölbe eingezogen.
Im Zuge der Säkularisation wurde die Kirche im Jahr 1788 profaniert. Bereits 1790 erfolgte die Wiedereinweihung als Filialkirche.
Die Kirche wurde zuletzt 1985 umfassend restauriert.

## Ausstattung

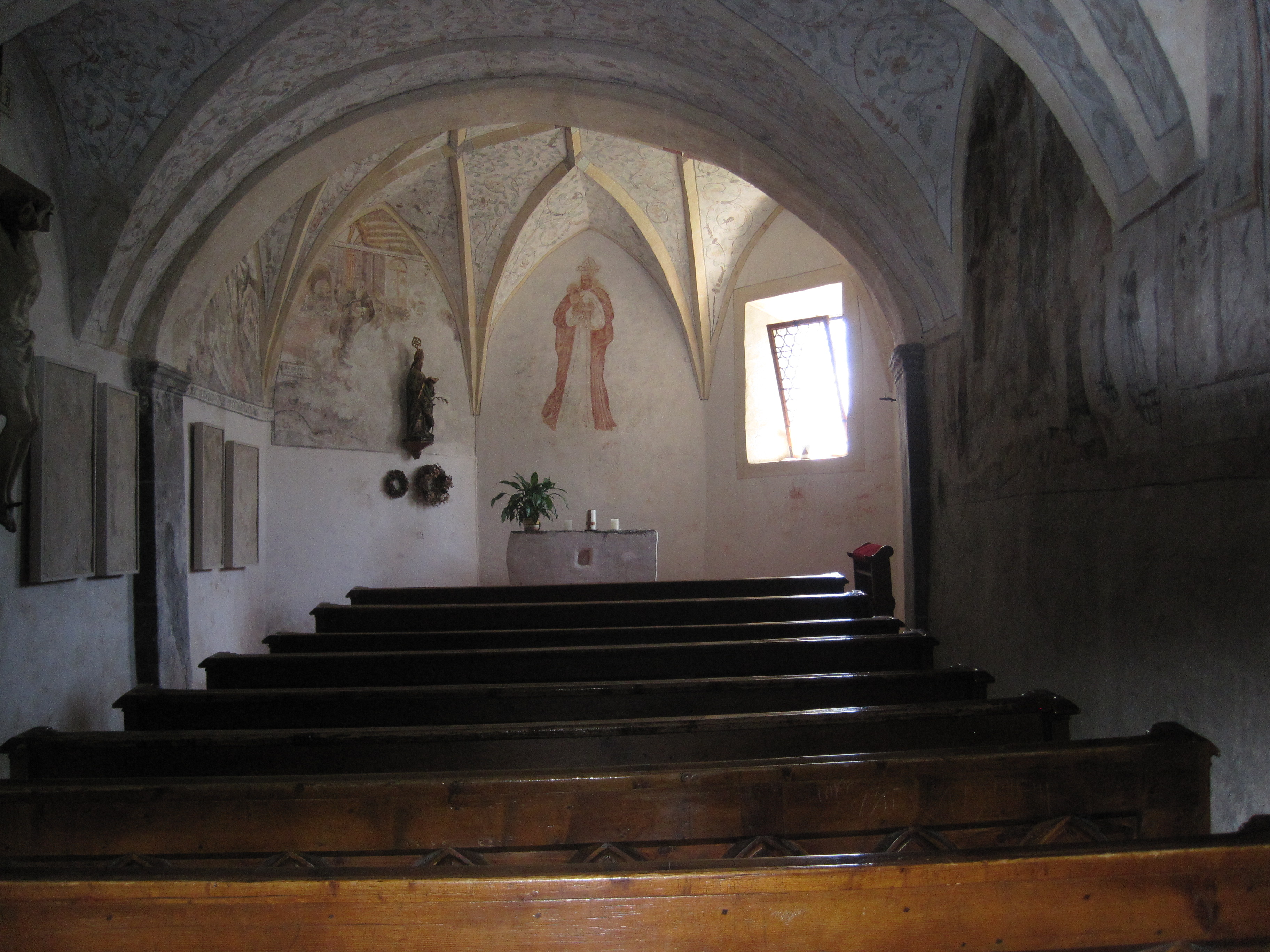
Inneres der Kirche

Das Innere der Kirche beherbergt Fresken aus verschiedenen Jahrhunderten. Ein Teil von ihnen wurde im Zuge der Sanierung von 1985 wiederentdeckt. Die ältesten Fresken befinden sich an der Südwand. Dort sind ein Stifter (Ende 12. Jahrhundert), ein Heiliger mit Krone (um 1300) sowie das Martyrium des hl. Sebastian (um 1400) dargestellt. Da diese Fresken älter sind als das Gewölbe des Langhauses, das gegen 1596 eingezogen wurde, werden sie zum Teil von diesem verdeckt. Das Bild der Schöpfungsgeschichte, welches sich ebenfalls an der Südwand befindet, entstand kurz nach dem Gewölbe, genauso wie das Rankenmuster, von dem jenes geziert wird. Aus dieser Zeit stammen auch die Fresken im Chorraum. Hier sind die Kreuzabnahme (Nordwand), die Geburt Christi (nordöstliche Chorwand) und Maria mit dem Jesuskind (im Chorscheitel, hinter dem Altar) dargestellt.
Ursprünglich befand sich in der Kirche ein kleiner Flügelaltar, der um 1510 geschaffen wurde. 1906 wurde dieser in die Pfarrkirche von Kortsch übertragen, wo er sich bis heute befindet. Die Figur des Kirchenpatrons Ägidius, die vor dem Fresko der Geburt Christi angebracht ist, ist eine Kopie der Ägidiusfigur, die sich im Schrein dieses Altars befindet.
Im Untergeschoss des Kirchturms ist eine kleine Sakristei eingerichtet, die zugleich als Läutkammer dient.
An der südlichen Außenwand der Kirche ist ein monumentales Fresko des hl. Christophorus angebracht. Es stammt aus der Zeit um 1330 und wurde im 16. Jahrhundert mit einer kleineren Darstellung des Heiligen übermalt, die 1985 abgetragen wurde und sich heute im Inneren der Kirche befindet.